# Rossella Ratto
Rossella Ratto (Moncalieri, 20 de outubro de 1993), é uma ciclista profissional italiana. Estreiou como profissional em 2012 na equipa italiana do Verinlegno-Fabiani depois de conseguir bons resultados e vitórias em campeonatos juvenis em 2010 e 2011. Em seu ano de estreia como profissional, com apenas 18 anos, foi 14ª no Giro d'Italia Feminino, 6ª no Campeonato do Mundo em Estrada de 2012 e 5ª no Campeonato da Itália Contrarrelógio entre outros bons resultados; no entanto, foi eclipsada em certa medida por outra jovem italiana, Elisa Longo Borghini (quem fez-se com classificações das jovens por adiante de Rosella) que com 20 anos obteve melhores resultados. Esses bons resultados fizeram que fosse contratada pela Hitec Products-UCK para 2013, onde ademais também disputou algumas carreiras locais com o Servetto-Footon, nesse ano ainda que não conseguisse vitórias seguiu com sua progressão por exemplo sendo 3ª no Campeonato Mundial em Estrada.

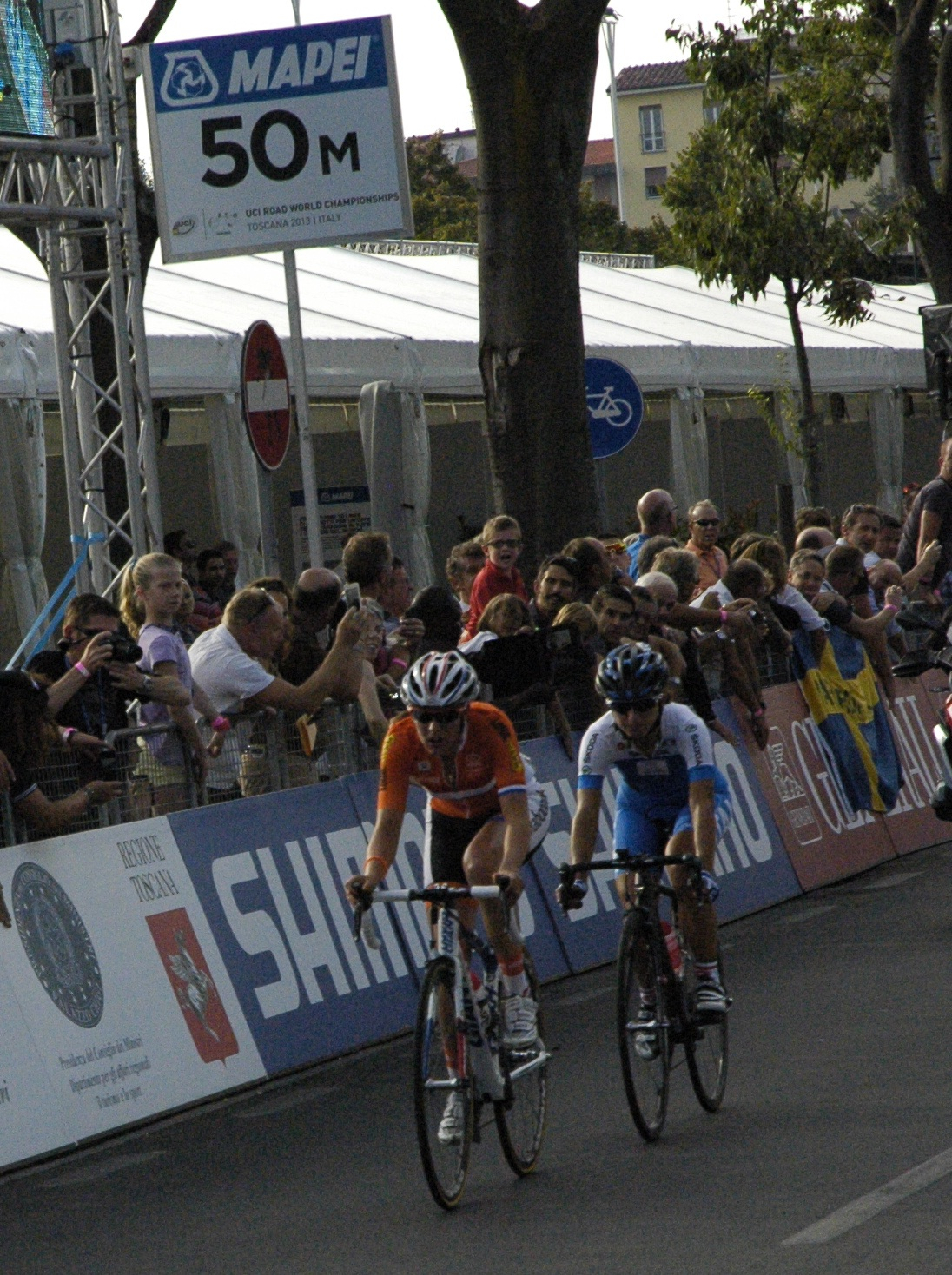
Rosella Ratto, à direita, junto a Lucinda Brand no Campeonato do Mundo em Estrada 2013

## Palmarés
2013
- 2ª no Campeonato Europeu Contrarrelógio sub-23
- 3ª no Campeonato de Itália em Estrada
- 3ª no Campeonato Mundial em Estrada

2014
- 1 etapa do The Women's Tour
- Giro de Emilia Feminino

2016
- Winston Salem Cycling Classic

2018
- 3ª no Campeonato da Itália Contrarrelógio

## Resultados em Grandes Voltas e Campeonatos do Mundo
Durante a sua carreira desportiva tem conseguido os seguintes postos nas Grandes Voltas femininas e nos Campeonatos do Mundo em estrada:
| Carreira               | 2012 | 2013 | 2014 | 2015 | 2016 | 2017 | 2018 | 2019 |
| ---------------------- | ---- | ---- | ---- | ---- | ---- | ---- | ---- | ---- |
| Giro d'Italia          | 14ª  | 12ª  | -    | Ab.  | Ab.  | 43ª  | 34ª  | 83ª  |
| Tour de l'Aude         | X    | X    | X    | X    | X    | X    | X    | X    |
| Grande Boucle          | X    | X    | X    | X    | X    | X    | X    | X    |
| Mundial em Estrada     | 6ª   | 3ª   | 13ª  | 54ª  | -    | 47ª  | -    | -    |
| Mundial Contrarrelógio | 32ª  | 17ª  | 22ª  | -    | -    | -    | -    | -    |

-: não participa

X: edições não celebradas

## Equipas
- Verinlegno-Fabiani (2012)
- Hitec Products-UCK (2013)[4]
- Faren-Kuota (2014)
- Inpa Sottoli Giusfredi (2015)
- Cylance Pro Cycling (2016-2018)
- BTC City Ljubljana (2019)